# Бонне, Роберт
Роберт Бонне (нем. Robert Bonnet; 17 февраля 1851, Аугсбург — 13 октября 1921, Вюрцбург) — немецкий анатом, профессор.

## Биография
Роберт Бонне родился 17 февраля 1851 года в городе Аугсбурге.
Учился в Мюнхене и Гёттингене, с 1871 года приват-доцент в Мюнхене, с 1881 года ординарный профессор Центрального ветеринарного училища в Мюнхене, с 1889 года профессор Университета в Вюрцбурге, с 1891 года ординарный профессор анатомии в Гиссене, в 1895 году перешёл на кафедру анатомии в Грейфсвальд.
Научные работы Р. Бонне касаются преимущественно анатомии, эмбриологии и физиологии человека и млекопитающих животных. С 1892 года состоял в редакции журналов Ergebnisse der Anatomie und Entwicklungsgeschichte и Anatomische Hefte.
Роберт Бонне скончался 13 октября 1921 года в городе Вюрцбурге.